# قلعه اسلام‌آباد
قلعه اسلام‌آباد، روستایی در دهستان بیژن‌آباد بخش مرکزی شهرستان رودبار جنوب در استان کرمان ایران است.

## جمعیت
بر پایه سرشماری عمومی نفوس و مسکن در سال ۱۳۹۵، جمعیت این روستا برابر با ۱۵۹ نفر (۳۹ خانوار) بوده است.